# Eagle Bluff Light
Eagle Bluff Light, também conhecido como Eagle Bluff Lighthouse, é um farol localizado próximo a Ephraim na Península State Park, no Condado de Door, no Wisconsin, Estados Unidos. A sua construção foi autorizada em 1866, porém foi apenas finalizada em 1868, com um custo de $12,000. O farol foi automatizado em 1926. A casa do ex-faroleiro se tornou um museu em 1963.
O farol foi incluído no Registro Nacional de Lugares Históricos em 1970 com a referência #70000032.

## Ligações externas

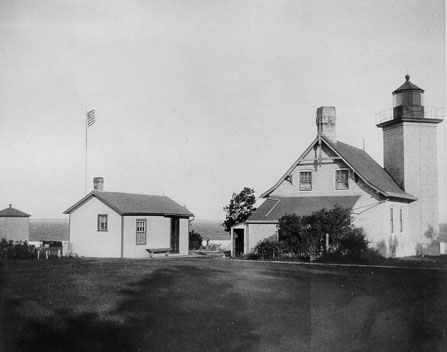
Foto arquivada do USCG

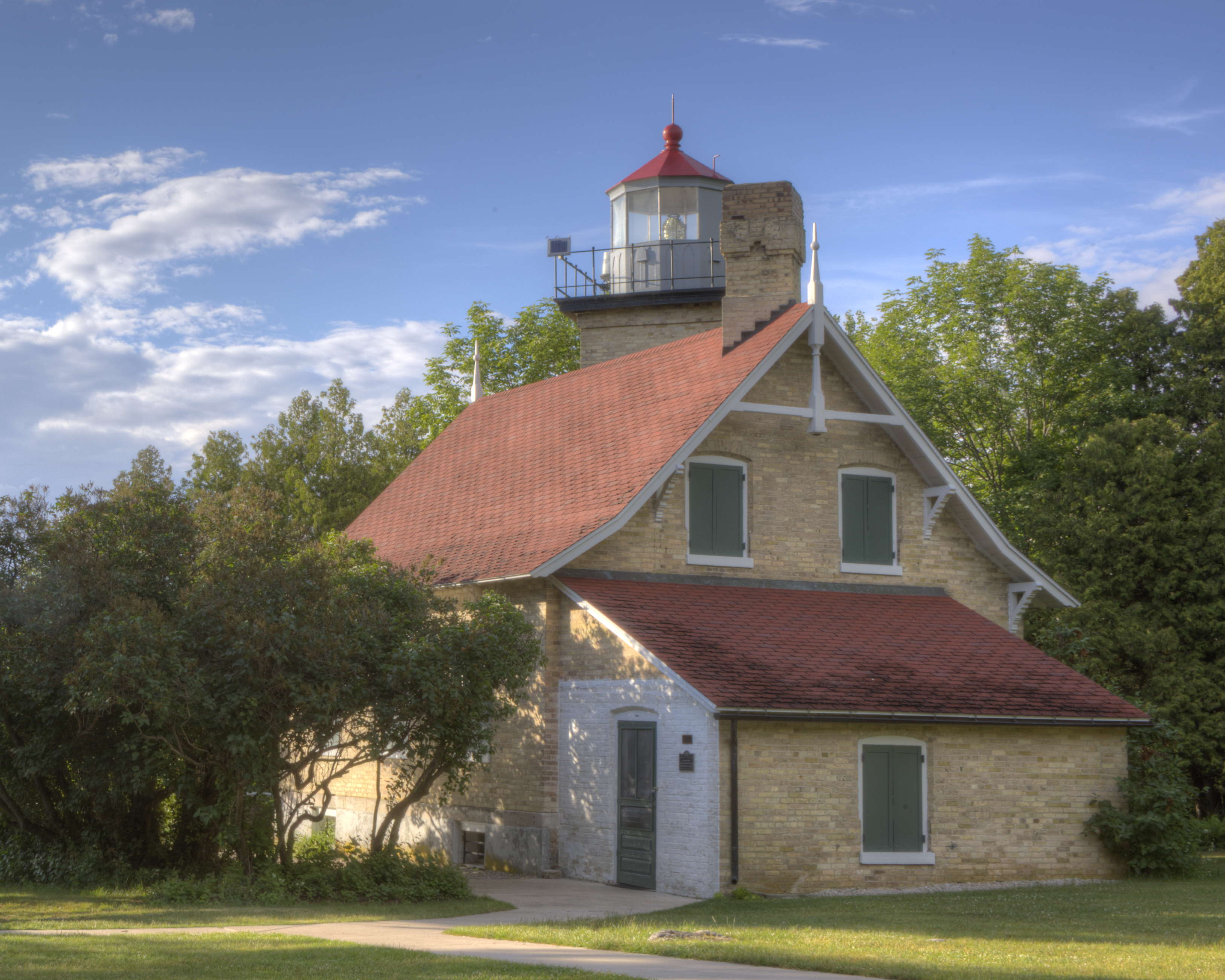
Eagle Bluff Lighthouse